# Corymbium enerve
Corymbium enerve là một loài thực vật có hoa trong họ Cúc. Loài này được Markötter mô tả khoa học đầu tiên năm 1939.